# Laviniasene
Laviniasene o Lavinianesine (en grec antic Λαουιανσηνή segons Estrabó, o Λαουινιανή segons Claudi Ptolemeu) era un dels quatre districtes o estratègies en què estava dividida la Capadòcia sota domini romà. S'estenia des del vessant nord de les muntanyes Amanus fins a l'Eufrates, al nord de la Saravene i a l'est de Muriane o Moriemene.